# نادي الهلال السعودي موسم 2025–26
موسم نادي الهلال السعودي لكرة القدم 2025-26 يعتبر الموسم الثامن والستين في مسيرة نادي الهلال السعودي منذ تأسيسه عام 1957 والموسم الخمسين له في الدوري السعودي للمحترفين لكرة القدم تحت مسمى دوري روشن السعودي بعد توقيع رابطة الدوري السعودي للمحترفين اتفاقية رعاية الدوري من قبل شركة روشن العقارية التابعة لصندوق الاستثمارات العامة، وقيادة المدير الفني للفريق الأول الإيطالي سيموني إنزاغي الذي أعلن التعاقد معه يوم 05 يونيو 2025 في منصب المدير الفني لمدة موسمين، وتوليه الإشراف على الفريق بعد نهاية الموسم الرياضي الفائت، وإشرافه الفني خلال على الفريق الأول خلال مشاركته في بطولة كأس العالم للأندية 2025 في الولايات المتحدة، مع تأكيد اعتذار نادي الهلال عن المشاركة في السوبر، مبررًا قراره بضيق الوقت مع تقليص فترة الراحة السلبية للاعبين بعد نهاية الموسم الرياضي الفائت والإرهاق الكبير الذي يعاني منه اللاعبون عقب المشاركة في كأس العالم للأندية.
حدّد الجهاز الفني لفريق الهلال الأول لكرة القدم بقيادة الإيطالي "سيموني إنزاغي" البرنامج الإعدادي للفريق؛ تحضيرًا لمنافسات الموسم الرياضي 2025-26 حيث سيقيم معسكرًا خارجيًا في "ألمانيا" لمدة أسبوعين وسيغادر الفريق إلى "ألمانيا" يوم الخميس 31 يوليو 2025، على أن يجري أولى حصصه التدريبية يوم الجمعة 01 أغسطس 2025، حيث سيتخلّل معسكره أربع مباريات ودية؛ ثلاث منها في معسكره الخارجي، ومباراة واحدة في "الرياض"، وذلك لاختبار الجاهزية والانسجام الفني، على أن تُعلن تفاصيل هذه المباريات لاحقًا.
في 28 يوليو 2025 أعلن نادي الهلال وداع الدولي "ياسر الشهراني" النادي الذي مثّله لاعبًا في الفريق الأول لكرة القدم، وساهم بصناعة جزء من تاريخه بعد مسيرة امتدت 13 عامًا منذ ظهوره الأول في 08 أغسطس 2012 أمام "هجر" ضمن بطولة دوري "زين" السعودي، وحتى نهاية الموسم الرياضي الفائت 2024-25، وقدّمت إدارة النادي شكرها وتقديرها للكابتن "ياسر الشهراني" على كل ما بذله من جهود متفانية، خاض "ياسر" رفقة الزعيم 436 مباراة، كان فيها عنصرًا ثابتًا في منظومة الفريق، وركيزة اعتمد عليها كبير آسيا بالمحافل المحلية والقارية والعالمية، وساهم في تتويج الهلال بالذهب في مختلف البطولات، إذ حقق خلالها 6 بطولات دوري 5 بطولات كأس الملك 5 بطولات كأس السوبر 2 كأس ولي العهد 2 دوري أبطال آسيا.
أعلن رئيس نادي الهلال السابق فهد بن نافل يوم الثلاثاء 29 يوليو 2025 عدم ترشحه لانتخابات مجلس إدارة شركة نادي الهلال للدورة الانتخابية الجديدة، مؤكدًا أن قراره جاء لإتاحة الفرصة لشخصيات جديدة تستكمل مسيرة النادي، منهيًا بذلك ستة أعوام من شغله منصب رئيس مجلس إدارة نادي الهلال، وينجح في تحقيق مسيرة تاريخه غير مسبوقة، ويرفع رصيد الفريق الأول لكرة القدم من 59 بطولة وحتى 70 بطولة، ليصبح أكثر رئيس في تاريخ الهلال تحقيقاً لبطولات الفريق الأول لكرة القدم طوال تاريخه، وذلك بعد أن توج فريقه معه في 12 لقباً رسمياً، منذ فوزه بانتخابات الرئاسة يوم 18 يونيو عام 2019، ابتعاده عن الرئاسة مفضلاً عدم ترشحه للانتخابات الرئاسية للموسم الحالي، إذ حقق الفريق بطولة الدوري السعودي للمحترفين أربعة مرات أعوام 2020، 2021، 2022، 2024، ودوري أبطال آسيا مرتين عامي 2019، 2021، وكأس خادم الحرمين الشريفين في ثلاث مناسبات أعوام 2020، 2023، 2024، وبطولة السوبر ثلاث مرات أعوام 2021، 2023، 2024.

## ملكية النادي
للموسم الثالث على التوالي وتبعًا للإعلان وزارة الرياضة يوم الإثنين 05 يونيو 2023 خلال مؤتمر عن مشروع الاستثمار والتخصيص للأندية الرياضية، وتحويل أربعة أندية إلى شركات، ونقل ملكية هذه الشركات إلى جهات تطوير تنموية، بنقل ملكية نادي القادسية إلى شركة أرامكو السعودية، ونادي الدرعية إلى هيئة تطوير بوابة الدرعية، ونادي العلا إلى الهيئة الملكية لمحافظة العلا، ونادي الصقور إلى شركة نيوم. واستثمار صندوق الاستثمارات العامة في أربعة أندية سعودية هي الاتحاد والأهلي والنصر والهلال من خلال تحويلها إلى شركات يملكها الصندوق، ومؤسسة غير ربحية لكل نادي وإنشاء صندوق استثماري لكل شركة من شركات الأندية الثمانية التي نُقِلَت ملكيتها، وإيداع قيمة النادي في الصندوق الاستثماري، مقابل نقل الملكية إليها بهدف تحقيق عوائد مستدامة لصالح شركة النادي، وتوزيع ملكية شركات أندية الاتحاد والأهلي والنصر والهلال حيث يكون لصندوق الاستثمارات العامة ما نسبته 75% من ملكية كل شركة، فيما نسبة 25% المتبقي مملوكاً لكل مؤسسة غير ربحية تضم هذه المؤسسات الأعضاء الحاليين في الجمعية العمومية وكذلك الأعضاء الجدد. يتم تكوين مجلس إدارة المؤسسة غير الربحية عن طريق الانتخاب من قبل أعضاء الجمعية العمومية للمؤسسة، بعد تشكيل المجلس يُرَشَّح عضوين اثنين لعضوية مجلس إدارة شركة النادي؛ يكون أحدهما رئيساً للمجلس، ليصبح مجلس إدارة شركة النادي مكونًا من عضوين مرشحين من قبل أعضاء مجلس إدارة المؤسسة غير الربحية، وخمسة أعضاء يتم ترشيحهم من قبل صندوق الاستثمارات العامة.

### العملية الانتخابية

#### انتخاب أعضاء مؤسسة غير الربحية
أعلنت اللجنة العامة لانتخابات الأندية عن فتح باب الترشح لرئاسة وعضوية مجلس إدارة المؤسسة غير الربحية لنادي الهلال بأسلوب القوائم للدورة الانتخابية الجديدة، والتي يتم على إثرها ترشيح عضوين لعضوية مجلس إدارة شركة النادي، حسب التنظيمات الجديدة للجنة العامة لانتخابات الأندية الرياضية، يشترط لرئاسة مجلس إدارة النادي من قبل أحد مرشحي المؤسسة، تقديمه دعماً للنادي بمبلغ لا يقل عن 40 مليون ريال، وفي حال عدم استيفاء هذا الشرط؛ تقوم الجمعية العامة لشركة النادي باختيار الرئيس من بين الأعضاء السبعة الذين يتم ترشيحهم من قبل كل من صندوق الاستثمارات العامة ومؤسسة أعضاء النادي.

| 1                                        | فتح باب الترشيح لرئاسة وعضوية المجلس وقيد الناخبين | 27 يوليو 2025 | 31 يوليو 2025 | خمس أيام   |
| 2                                        | فحص وإعلان القائمة الأولية للمرشحين والناخبين      | 01 أغسطس 2025 | 05 أغسطس 2025 | خمس أيام   |
| 3                                        | الطعن ضد القائمة الأولية للمرشحين والناخبين        | 06 أغسطس 2025 | 06 أغسطس 2025 | يوم واحد   |
| 4                                        | النظر في الطعون المقدمة                            | 07 أغسطس 2025 | 11 أغسطس 2025 | خمس أيام   |
| 5                                        | إعلان القائمة النهائية للمرشحين والناخبين          | 12 أغسطس 2024 | 12 أغسطس 2024 | يوم واحد   |
| 6                                        | موعد الاقتراع وعقد الجمعية والعمومية               | 13 أغسطس 2024 | 13 أغسطس 2024 | يوم واحد   |
| 7                                        | الطعن ضد إجراءات عقد الجمعية العمومية              | 14 أغسطس 2024 | 14 أغسطس 2024 | يوم واحد   |
| 8                                        | النظر في الطعون ضد إجراءات عقد الجمعية العمومية    | 15 أغسطس 2025 | 17 أغسطس 2025 | ثلاثة أيام |
| 9                                        | اعتماد وكيل الوزارة لشؤون الرياضة والشباب          | 18 أغسطس 2025 | 18 أغسطس 2025 | يوم واحد   |
| مصدر: الموقع الرسمي لنادي الهلال السعودي |                                                    |               |               |            |

#### فحص وإعلان القائمة الأولية للمرشحين والناخبين
في نهاية فترة فحص القوائم الأولية للمرشحين لرئاسة وعضوية مجلس إدارة مؤسسة الهلال غير الربحية أقرت اللجنة العامة للانتخابات بصحة قائمة وحيدة فقط، برئاسة لمرشح الأمير نواف بن سعد بن عبدالله آل سعود الذي تقدم للسباق لمنصب رئيس المؤسسة غير الربحية،

| القائمة الأولية لمرشح رئاسة وعضوية مجلس إدارة مؤسسة الهلال غير الربحية | القائمة الأولية لمرشح رئاسة وعضوية مجلس إدارة مؤسسة الهلال غير الربحية | القائمة الأولية لمرشح رئاسة وعضوية مجلس إدارة مؤسسة الهلال غير الربحية | القائمة الأولية لمرشح رئاسة وعضوية مجلس إدارة مؤسسة الهلال غير الربحية |
| القائمة المرشحة                                                        | القائمة المرشحة                                                        | القائمة المرشحة                                                        | قرار اللجنة                                                            |
| ---------------------------------------------------------------------- | ---------------------------------------------------------------------- | ---------------------------------------------------------------------- | ---------------------------------------------------------------------- |
| 1                                                                      | الأمير نواف بن سعد بن عبدالله آل سعود                                  | مرشح للرئاسة                                                           | مقبول                                                                  |
| 2                                                                      | سليمان بن ناصر الهتلان                                                 | مرشح نائب للرئيس                                                       | مقبول                                                                  |
| 3                                                                      | تركي بن عبدالعزيز بن مرشود                                             | مرشح عضوية                                                             | مقبول                                                                  |
| 4                                                                      | بدر بن سليمان المعيوف                                                  | مرشح عضوية                                                             | مقبول                                                                  |
| 5                                                                      | مشعل بن عبدالعزيز آل الشيخ                                             | مرشح عضوية                                                             | مقبول                                                                  |
| 6                                                                      | محمد بن عبدالله النمر                                                  | مرشح عضوية                                                             | مقبول                                                                  |

#### عقد الجمعية العمومية
عقدت مؤسسة أعضاء نادي الهلال غير الربحية الجمعية العمومية في الساعة الخامسة عصر يوم الأربعاء الموافق 13 أغسطس 2025 (عن بُعد)، لأعضاء الجمعية والقائمة المرشّحة عبر منصة الجمعيات العمومية والانتخابية، وتزكية قائمة سمو الأمير نواف بن سعد القائمة الوحيد المرشحة ضمن انتخاب أعضاء مؤسسة غير الربحية، ليصبح رئيس مجلس إدارة أعضاء مؤسسة الهلال غير الربحية.في 18 أغسطس اعتمدت وزارة الرياضة ممثلة بوكالة الوزارة لشؤون الرياضة والشباب القائمة النهائية لمجلس إدارة مؤسسة أعضاء نادي الهلال غير الربحية لمدة سنة واحدة؛ والتي تم تزكيتها خلال الجمعية العمومية

## الجهاز الفني

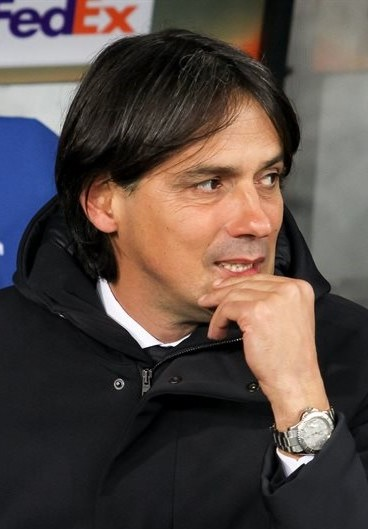
المدرب الإيطالي "سيموني إنزاغي"

أعلن نادي الهلال يوم 05 يونيو 2025 تعاقده مع الإيطالي "سيموني إنزاغي" في منصب المدير الفني لمدة موسمين حتى نهاية الموسم الرياضي 2026-27، وقبل أقل من أسبوعين عن مباراته الافتتاحية في بطولة كأس العالم للأندية 2025 ضد نادي ريال مدريد في 18 يونيو 2025 على ملعب هارد روك في ميامي، وبذلك يعتبر سيموني إنزاغي أول مدرب إيطالي يتولى تدريب فريق كرة القدم الأول لنادي الهلال منذ تأسيسه، من جانبه عبّر المدير الفني الإيطالي "سيموني إنزاغي"، عن سعادته بتوقيع عقده مع الهلال الأول لكرة القدم، وخوض تجربته التدريبية الأولى خارج إيطاليا، حيث بدء مسيرته التدريبية بتولى تدريب نادي لاتسيو منتصف عام 2016 ولمدة خمس سنوات حقق خلالها لقب كأس إيطاليا مرة واحدة، وكأس السوبر الإيطالي مرتين، قبل أن ينتقل لتدريب إنتر ميلان منذ صيف 2021، وتمكن خلال 4 مواسم من أن يقودهم إلى نهائي دوري أبطال أوروبا مرتين، مع تحقيق لقب كأس إيطاليا مرتين، ليصبح مجموع ألقابه في البطولة ثلاثة ألقاب، مع نيل لقب الدوري الإيطالي مرة واحدة موسم 2023-24، وكأس السوبر الإيطالي ثلاث مرات.

## أطقم الموسم
أطقم الفريق المعتمدة لكرة القدم
| الأساسي | الطقم الثاني | طقم الحارس | طقم الحارس |

## إنتقالات الموسم

### فترة الإنتقالات الصيفية
- أعلن مجلس إدارة الاتحاد السعودي لكرة القدم، وبالتنسيق مع رابطة الدوري السعودي للمحترفين؛ يعتمد المواعيد الجديدة لفترتي التسجيل للموسم الرياضي 2025-26، اعتبارًا من يوم الخميس 03 يوليو 2025 وتستمر حتى نهاية يوم الأربعاء 10 سبتمبر 2025.[15]

#### انتقال إلى الهلال
| تاريخ الإنتقال | المركز | الرقم. | اللاعب          | انتقال من نادي | تكلفة                  | ملاحظات                                              | المصدر |
| -------------- | ------ | ------ | --------------- | -------------- | ---------------------- | ---------------------------------------------------- | ------ |
| 27 مايو 2025   | LW     |        | عبدالكريم دارسي | نادي الأهلي    | انتقال حر              | صفقة انتقال إلى نادي الهلال.                         | [ 17 ] |
| 10 يوليو 2025  | LB     | 19     | تيو هرنانديز    | إيه سي ميلان   | 25 مليون يورو          | صفقة انتقال لمدة ثالث أعوام إلى نادي الهلال السعودي. | [ 19 ] |
| 09 أغسطس 2025  | FW     | 7      | داروين نونيز    | ليفربول        | 61,750,000 مليون دولار | صفقة انتقال لمدة ثالث أعوام إلى نادي الهلال السعودي. | [ 21 ] |

#### انتقال من الهلال
| تاريخ الإنتقال | المركز | الرقم. | اللاعب        | انتقال إلى نادي        | تكلفة | ملاحظات                      | المصدر |
| -------------- | ------ | ------ | ------------- | ---------------------- | ----- | ---------------------------- | ------ |
| 27 مايو 2025   | GK     | 21     | محمد العويس   | نادي العلا السعودي     |       | صفقة انتقال حر               | [ 23 ] |
| 27 يوليو 2025  | LB     | 12     | ياسر الشهراني | نادي القادسية السعودي. |       |                              | [ 25 ] |
| 03 أغسطس 2025  | CM     | 18     | مصعب الجوير   | نادي القادسية السعودي. |       | بيع المدة المتبقية من العقد. | [ 27 ] |

### فترة الإنتقالات الشتوية
- حسبما أعلن حساب الاتحاد السعودي لكرة القدم تنطلق فترة الانتقالات الشتوية لتسجيل اللاعبين المحترفين اعتبارًا من يوم الاثنين 05 يناير 2026 وتستمر حتى نهاية يوم الثلاثاء 02 فبراير 2026.

## تشكيلة الفريق
تشكيلة الفريق وارقام ومراكز اللاعبين تستخدم لتحديد وتمييز اللاعبين الموجودين في الملعب، حدد العمر الزمني للاعبين بالاعتماد على الفرق بين تاريخ الميلاد وتاريخ محدد في السنة الميلادية، وهو بداية الموسم الرياضي في تاريخ 28 أغسطس 2025.

| الرقم                                                                                         | الاسم              | الجنسية     | المركز                  | تاريخ الميلاد (العمر)         | الطول                      | الملاحظات   |
| حراس المرمى                                                                                   | حراس المرمى        | حراس المرمى | حراس المرمى             | حراس المرمى                   | حراس المرمى                | حراس المرمى |
| --------------------------------------------------------------------------------------------- | ------------------ | ----------- | ----------------------- | ----------------------------- | -------------------------- | ----------- |
| 37                                                                                            | ياسين بونو         | المغرب      | الحارس الأساسي          | 05 أبريل 1991 (العمر 34 سنة)  | 1.95 م (6 قدم 5 بوصة)      |             |
| 17                                                                                            | محمد الربيعي       | السعودية    | حارس المرمى الثالث      | 14 أغسطس 1997 (العمر 28 سنة)  | 1.88 م (6 قدم 2 بوصة)      |             |
| 40                                                                                            | أحمد أبو راسين     | السعودية    | حارس المرمى الرابع      | 02 نوفمبر 2003 (العمر 21 سنة) | 1.80 م (5 قدم 11 بوصة)     |             |
| المدافعون                                                                                     |                    |             |                         |                               |                            |             |
| 3                                                                                             | خاليدو كوليبالي    | السنغال     | قلب دفاع                | 20 يونيو 1991 (العمر 34 سنة)  | 1.95 م (6 قدم 5 بوصة)      |             |
| 87                                                                                            | حسان تمبكتي        | السعودية    | قلب دفاع                | 09 فبراير 1999 (العمر 26 سنة) | 1.83 م (6 قدم 0 بوصة)      |             |
| 5                                                                                             | علي البليهي        | السعودية    | قلب دفاع                | 21 نوفمبر 1989 (العمر 35 سنة) | 1.82 م (5 قدم 11 1⁄2 بوصة) |             |
| 4                                                                                             | خليفة الدوسري      | السعودية    | قلب دفاع                | 02 يوليو 1999 (العمر 27 سنة)  | 1.80 م (5 قدم 11 بوصة)     |             |
| 88                                                                                            | حمد اليامي         | السعودية    | ظهير أيمن               | 17 مايو 1999 (العمر 26 سنة)   | 1.73 م (5 قدم 8 بوصة)      |             |
| 20                                                                                            | جواو كانسيلو       | البرتغال    | ظهير أيمن / ظهير أيسر   | 27 مايو 1994 (العمر 31 سنة)   | 1.82 م (5 قدم 11 1⁄2 بوصة) |             |
| 12                                                                                            | ياسر الشهراني      | السعودية    | ظهير أيمن / ظهير أيسر   | 22 مايو 1992 (العمر 33 سنة)   | 1.70 م (5 قدم 7 بوصة)      |             |
| 6                                                                                             | رينان لودي         | البرازيل    | ظهير أيسر               | 08 أبريل 1998 (العمر 27 سنة)  | 1.73 م (5 قدم 8 بوصة)      |             |
| 24                                                                                            | متعب الحربي        | السعودية    | ظهير أيسر               | 19 فبراير 2000 (العمر 25 سنة) | 1.77 م (5 قدم 9 1⁄2 بوصة)  |             |
| لاعبي خط الوسط                                                                                |                    |             |                         |                               |                            |             |
| 28                                                                                            | محمد كنو           | السعودية    | محور / وسط              | 02 سبتمبر 1994 (العمر 30 سنة) | 1.92 م (6 قدم 3 1⁄2 بوصة)  |             |
| 8                                                                                             | روبن نيفيز         | البرتغال    | محور / وسط              | 13 مارس 1997 (العمر 28 سنة)   | 1.80 م (5 قدم 11 بوصة)     |             |
| 16                                                                                            | ناصر الدوسري       | السعودية    | محور / ظهير أيسر        | 19 ديسمبر 1998 (العمر 26 سنة) | 1.78 م (5 قدم 10 بوصة)     |             |
| 15                                                                                            | محمد القحطاني      | السعودية    | وسط أيمن / وسط أيسر     | 23 يوليو 2002 (العمر 23 سنة)  | 1.68 م (5 قدم 6 بوصة)      |             |
| 29                                                                                            | سالم الدوسري       | السعودية    | وسط أيمن / جناح أيمن    | 19 أغسطس 1991 (العمر 34 سنة)  | 1.72 م (5 قدم 7 1⁄2 بوصة)  |             |
| 22                                                                                            | سيرغي سافيتش       | صربيا       | وسط / وسط متقدم         | 27 فبراير 1995 (العمر 30 سنة) | 1.92 م (6 قدم 3 1⁄2 بوصة)  |             |
| المهاجمين                                                                                     |                    |             |                         |                               |                            |             |
| 11                                                                                            | ماركوس ليوناردو    | البرازيل    | مهاجم / جناح أيمن/ أيسر | 02 مايو 2003 (العمر 22 سنة)   | 1.74 م (5 قدم 8 1⁄2 بوصة)  |             |
| 77                                                                                            | مالكوم             | البرازيل    | جناح أيمن / أيسر        | 26 فبراير 1997 (العمر 28 سنة) | 1.71 م (5 قدم 7 1⁄2 بوصة)  |             |
| 27                                                                                            | كايو سيزار         | البرازيل    | جناح أيمن/ أيسر         | 15 فبراير 2004 (العمر 21 سنة) | 1.68 م (5 قدم 6 بوصة)      |             |
| 99                                                                                            | عبد الله الحمدان   | السعودية    | مهاجم                   | 12 سبتمبر 1999 (العمر 25 سنة) | 1.86 م (6 قدم 1 بوصة)      |             |
| 9                                                                                             | ألكساندر ميتروفيتش | صربيا       | مهاجم                   | 16 سبتمبر 1994 (العمر 30 سنة) | 1.89 م (6 قدم 2 1⁄2 بوصة)  |             |
| 7                                                                                             | داروين نونيز       | الأوروغواي  | مهاجم                   | 24 يونيو 1999 (العمر 26 سنة)  | 1.87 م (6 قدم 1 ⁄2 بوصة)   |             |
| لاعبون غادروا نادي الهلال خلال فترات الانتقالات الصيفية/الشتوية للموسم الرياضي الكروي 2025-26 |                    |             |                         |                               |                            |             |

## معسكر ألمانيا التحضيري
برنامج الإعداد الخارجي قبل بداية الموسم
| \| \| GK ياسين بونو \| DM عبدالإله المالكي \| \| \| GK محمد الربيعي \| DM روبن نيفيز \| \| \| GK أحمد أبو راسين \| CM عبد الله الزيد \| \| \| RB جواو كانسيلو \| CM محمد كنو \| \| \| RB حمد اليامي \| AM سيرغي سافيتش \| \| \| DF خاليدو كوليبالي \| LM سالم الدوسري \| \| \| DF علي البليهي \| RM محمد القحطاني \| \| \| DF خليفة الدوسري \| RW كايو سيزار \| \| \| DF علي لاجامي \| RW مالكوم \| \| \| DF حسان تمبكتي \| FW عبد الله الحمدان \| \| \| LB رينان لودي \| FW عبد الله رديف \| \| \| LB تيو هرنانديز \| FW ماركوس ليوناردو \| \| \| LB متعب الحربي \| FW ألكساندر ميتروفيتش \| \| \| DM ناصر الدوسري \| \| \| \| ملاحظات \| ---------------------------- \| \| \| DM روبن نيفيز \| (انضم في 04 أغسطس 2025) \| \| \| RM محمد القحطاني \| (انضم في 07 أغسطس 2025) \| \| \| FW داروين نونيز \| (انضم في 10 أغسطس 2025) \| |                    |                              |
| | GK ياسين بونو      | DM عبدالإله المالكي          |
| | GK محمد الربيعي    | DM روبن نيفيز                |
| | GK أحمد أبو راسين  | CM عبد الله الزيد            |
| | RB جواو كانسيلو    | CM محمد كنو                  |
| | RB حمد اليامي      | AM سيرغي سافيتش              |
| | DF خاليدو كوليبالي | LM سالم الدوسري              |
| | DF علي البليهي     | RM محمد القحطاني             |
| | DF خليفة الدوسري   | RW كايو سيزار                |
| | DF علي لاجامي      | RW مالكوم                    |
| | DF حسان تمبكتي     | FW عبد الله الحمدان          |
| | LB رينان لودي      | FW عبد الله رديف             |
| | LB تيو هرنانديز    | FW ماركوس ليوناردو           |
| | LB متعب الحربي     | FW ألكساندر ميتروفيتش        |
| | DM ناصر الدوسري    |                              |
| | ملاحظات            | ---------------------------- |
| | DM روبن نيفيز      | (انضم في 04 أغسطس 2025)      |
| | RM محمد القحطاني   | (انضم في 07 أغسطس 2025)      |
| | FW داروين نونيز    | (انضم في 10 أغسطس 2025)      |

تقرر مغادرة بعثة فريق الهلال السعودي يوم الخميس 31 يوليو 2025 العاصمة السعودية الرياض متجهة إلى ألمانيا، لإقامة المعسكر التدريبي الاستعدادي لمنافسات الموسم الرياضي على أن تنطلق أولى الحصص التدريبية للزعيم يوم 01 أغسطس 2025 في مدينة دوناوشينغن التي تحتضن المعسكر التدريبي، والتي تقع جنوب غرب ولاية بادن فورتمبيرغ، ويتخلل معسكر الذي يستمر لمدة أسبوعين خوض الفريق ثلاث مباريات ودية خلال أيام 6 و 10 و 14 أغسطس، قبل أن تعود البعثة للرياض وتخوض المباراة الودية الرابعة قبل انطلاق منافسات الموسم، على أن تحدد تفاصيل الفرق الأربعة التي سيواجهها الهلال خلال تحضيراته، في 01 أغسطس 2025 أعلن نادي الهلال قائمته لمعسكره الإعدادي الخارجي في مدينة دوناوشينغن الألمانية، استعدادًا لانطلاقة موسم 2025-26 تحت قيادة المدرب الإيطالي سيموني إنزاغي وضمت قائمة (27) لاعباً وهم في حراسة المرمى ياسين بونو، محمد الربيعي و أحمد أبو راسين، وفي خط الدفاع خاليدو كوليبالي، خليفة الدوسري، علي البليهي، علي لاجامي، حسان تمبكتي، حمد اليامي، رينان لودي، جواو كانسيلو، متعب الحربي، ثيو هيرنانديز، في خط الوسط روبن نيڤيز، عبدالله الزيد، عبدالإله المالكي، محمد كنو، ناصر الدوسري، محمد القحطاني، سيرجي ساڤيتش سالم الدوسري، كايو سيزار، مالكوم فيليب، في الهجوم أليكساندر ميتروڤيتش، ماركوس ليوناردو، عبدالله رديف، عبدالله الحمدان.
وصلت بعثة فريق الهلال لمقر الفريق في فندق أوشبيرغوف في مدينة دوناوشينغن الألمانية، وذلك لإقامة المعسكر التدريبي الاستعدادي لمنافسات الموسم الرياضي، بدء الجهاز الفني بقيادة المدير الفني الإيطالي سيموني إنزاغي الاشراف يوم الجمعة 01 أغسطس على فريق الهلال الأول لكرة القدم ضمن الحصة التدريبية الأولى المسائية في الساعة 6 مساء في المعسكر الإعدادي في ألمانيا، باستثناء محمد القحطاني الذي تأجل قدومه لمعسكر الفريق إلى يوم الخميس المقبل بعد إجراء عملية جراحية أسفل البطن، ولاعب الوسط البرتغالي روبن نيفيز الذي منحه المدير الفني الإيطالي سيموني إنزاغي، راحة إضافية لمدة ثلاثة أيام، بعدما قضى البرتغالي موسم طويل مزدحمًا شهد بلوغه مع منتخب بلاده نهائي دوري الأمم الأوروبية وتتويج باللقب ، ثمَّ التقدم برفقة الهلال في كأس العالم للأندية حتى مرحلة ربع النهائي التي خسر فيها الفريق أمام فلومينينسي البرازيلي، شهدت الحصة الأولى عودة المهاجم الصربي ألكسندر ميتروفيتش للتدريبات مع متابعة حالته ضمن برنامجه التأهيلي، بعد تعافيه من الإصابة التي غيّبته عن مونديال الأندية، وحضر أيضًا مواطنه سيرجي ميلينكوفيتش سافيتش، لاعب الوسط، والفرنسي ثيو هيرنانديز الظهير الأيسر القادم الجديد للفريق خلال فترة الانتقالات الصيفية،
وأدى التدريبات أيضا الثنائي حسان تمبكتي وعبد الإله المالكي بشكل كامل في التدريبات الجماعية للفريق، فيما اكتفى سالم الدوسري بالمشاركة في الجزء الأول من الحصة التدريبية قبل أن يكمل برنامجه التأهيلي.
واصل فريق الهلال الأول لكرة القدم تدريباته في ثاني أيامه بمعسكره التحضيري المقام في "ألمانيا"، بخضوع لاعبي الفريق لاختبارات بدنية وفحوصات طبية في صالة الإعداد البدني بمقر إقامتهم، خلال الحصة التدريبية صباح اليوم السبت وتركّز المران المسائي على الجوانب اللياقية والفنية، حيث عمد الجهاز الفني بقيادة الإيطالي "سيموني إنزاغي" في بدايته إلى تطبيق تدريبات لياقية بالكرة، تلتها تدريبات تكتيكية متنوعة شملت عددًا من الجمل الفنية، وشارك قائد الفريق "سالم الدوسري" في الجزء الأول من المران قبل أن يُكمل برنامجه التأهيلي، بينما اختتم بقية اللاعبين المران بمناورة مصغّرة على جزء من مساحة الملعب، فيا واصل الصربي "أليكساندر ميتروڤيتش" برنامجه التأهيلي المعد له مسبقًا.
واصل فريق الهلال الأول لكرة القدم تدريباته اليوم الثالث بمعسكره التحضيري بمشاركة قائد الفريق الكابتن سالم الدوسري في التدريبات الجماعية؛ بعدما أنهى برنامجه التأهيلي بعد فترة علاجية امتدت لخمسة أسابيع، بسبب إصابة في العضلة الخلفية تعرّض لها في مواجهة نادي باتشوكا المكسيكي، ضمن الجولة الثالثة من دور المجموعات في بطولة كأس العالم للأندية في الولايات المتحدة. في 04 أغسطس 2025 انضم البرتغالي روبن نيفيز، إلى معسكر الفريق بعد انتهاء الإجازة التي منحها له الجهاز الفني، واصل فريق الهلال الأول لكرة القدم تدريباته في اليوم الخامس من معسكره الإعدادي حيث خضع لاعبو الفريق لتدريبات التقوية والتحمّل في صالة الإعداد البدني بمقر إقامتهم، خلال الحصة التدريبية صباح يوم الثلاثاء فيما تركّز المران المسائي على الجوانب الفنّية والتكتيكية، وعمد الجهاز الفني في بدايته إلى تطبيق تدريبات فنّية بالكرة، تلتها تدريبات تكتيكية متنوعة، والتي اختتمها بمناورة على جزء من مساحة الملعب، في حين لم يشارك اللاعب "علي آل بليهي" في المران نظير شعوره بآلام في مفصل القدم.
أدّى الفريق مرانًا صباحيًا صباح يوم الأربعاء قبل أن يخوض أولى مبارياته الودية في المعسكر الإعدادي أمام فريق "بالينغن" الألماني؛ في اللقاء الذي يجمعهما في ملعب "بيزيربا أرينا" في تمام الساعة 6:30 مساءً بالتوقيت المحلي لمدينة "بالينغن" الألمانية. حقق الفريق انتصارًا بنتيجة 6-1، في مباراة ودية على نظيره بالينغن الألماني. افتتح سافيتش التسجيل للهلال عند الدقيقة 27، بتسديدة قوية من داخل منطقة الجزاء.وفي الدقيقة 31، ضاعف سالم الدوسري النتيجة من ركلة جزاء، قبل أن يضيف عبدالله الحمدان الهدف الثالث سريعًا في الدقيقة 33، استمر الهلال في الشوط الثاني في الضغط الهجومي، وتمكن متعب الحربي من تسجيل الهدف الرابع عند الدقيقة 65.وبعد ثلاث دقائق فقط، أحرز عبدالله رديف الهدف الخامس، قبل أن يختتم كايو سيزار في الدقيقة 86 أهداف المباراة، واصل فريق الهلال الأول لكرة القدم تدريباته في اليوم التاسع حيث خضع لاعبو الفريق لحصّتين تدريبيتين يوم السبت وتركّز المران الصباحي على الجوانب اللياقية والبدنية، في حين عمد الجهاز الفني بقيادة الإيطالي "سيموني إنزاغي" إلى تطبيق تدريبات فنّية بالكرة في الحصة المسائية، تلتها تدريبات تكتيكية متنوعة واختتمها بمناورة على جزء من مساحة الملعب، في الوقت ذاته واصل الثلاثي "علي آل بليهي، ماركوس ليوناردو وأليكساندر ميتروڤيتش" برامجهم العلاجية والتأهيلية. في اليوم العاشر تغلب نادي الهلال على آراو السويسري بنتيجة 6 أهداف دون مقابل في ثاني مبارياته الودية ضمن معسكره الإعدادي في ألمانيا تحضيراً لمنافسات الموسم، شهدت المباراة مشاركة لاعب الهلال الجديد المهاجم الأورغوياني نونيز الذي وضع بصمته مبكراً بتسجيله الهدف السادس في شباك الفريق السويسري، وافتتح الهلال التسجيل عبر مدافع الفريق السويسري بالخطأ في مرماه، فيما تمكن على تسجيل بقية الأهداف عن طريق الصربي سافيتش والبرازيلي مالكوم، ومحمد كنو الذي تمكن من إحراز هدفين في المباراة.
في اليوم الحادي عشر من التحضيرات فريق الهلال تدريباته في معسكره، واكتفى المدير الفني الإيطالي سيموني انزاغي بفرض حصة تدريبية مطولة تنوعت ما بين تدريبات بدنية ولياقية وفنية سبقت المناورة الكروية، شهدت التدريبات الجماعية مشاركة المهاجم البرازيلي ماركوس ليوناردو بعد انهائه برنامجيه العلاجي والتأهيلي حيث كان يعاني آلاماً في العضلة الضامة، غيبته عن المشاركة في المباراتين الودية ضد نادي بالينغن الألماني ونادي اراو السويسري، فيما يغيب كل من علي البليهي و ميتروفيتش عن التدريبات الجماعية لاستمرار تطبيقهما البرنامج التأهيلي فيما يستعد الفريق الهلالي لخوض مباراته التحريبية الثالثة في المعسكر أمام فريق فالدهوف مانهايم الألماني، في اليوم الرابع عشر خاض فريق الهلال الأول لكرة القدم مساء يوم الخميس ثالث مواجهاته الودية في معسكره الإعدادي في ألمانيا، والتقى نظيره فالدهوف مانهايم الألماني على ملعب بيزيربا أرينا، وانتهت المباراة بتغلب الفريق بثلاثة أهداف مقابل هدفين، سجّلها ثيو هيرنانديز، جواو كانسيلو وداروين نونيز، في وقت فضّل فيه الجهاز الفني إراحة اللاعب "سيرجي سافيتش" عن المباراة لشعوره بآلام في الركبة.
في 14 أغسطس اختتم فريق الهلال الأول لكرة القدم مرحلته الإعدادية الأولى والتي تضمّنت إقامة معسكر خارجي في "ألمانيا"، لتعود بعثة الفريق اليوم إلى العاصمة "الرياض"، استعدادًا لمواصلة التحضيرات وفق الجدول الزمني المعد من الجهاز الفني بقيادة الإيطالي سيموني إنزاغي ويستكمل الفريق المرحلة الثانية من برنامجه الإعدادي في العاصمة "الرياض"، حيث سيجري تدريبات يومية، ويخوض مواجهة ودية تحضيرًا لمنافسات الموسم الرياضي.

### المباريات الودية خلال المعسكر الخارجي
| 07 أغسطس 2025 مباراة ودية                                          | الهلال                                                                                   | 6 - 1 | تي إس جي بالينغن | بالينغن، النمسا       |
| 19:00 (ت ع م+03:00)                                                | سيرغي سافيتش · سالم الدوسري · عبدالله الحمدان · متعب الحربي · عبد الله رديف · كايو سيزار | تقرير | 53' موتاسيم      | الملعب: بيزيربا أرينا |
| ملاحظة: قائمة الهلال في لقاءه الودّي الأول أمام "بالينغن" الألماني. |                                                                                          |       |                  |                       |

| 10 أغسطس 2025 مباراة ودية                                        | الهلال                                                                      | 6 - 0 | آراو | أراو، سويسرا            |
| (ت ع م+03:00)                                                    | بيتي 21' (هـ.ذ.) · سيرغي سافيتش 24' · مالكوم 38' · كنو 51'، 66' · نونيز 88' | تقرير |      | الملعب: ملعب بروجليفيلد |
| ملاحظة: قائمة الهلال في لقاءه الودّي الثاني أمام "آراو" السويسري. |                                                                             |       |      |                         |

| 14 أغسطس 2025 مباراة ودية | الهلال                                                  | 3 - 2 | فالدهوف مانهايم                    | بالينغن، النمسا       |
| (ت ع م+03:00)             | ثيو هيرنانديز 16' · جواو كانسيلو 25' · داروين نونيز 34' | تقرير | 6' كينيدي أوكبالا · 36' ديغو ميشيل | الملعب: بيزيربا أرينا |

## المباريات الودية
بعد انتهاء معسكر التحضيري الخارجي لموسم الرياضي عادت بعثة الفريق إلى العاصمة الرياض، على أن يخوض مباراة ودية رابعة ضمن البرنامج الإعدادي قبيل بدء الموسم.
| مباراة ودية   | الهلال | ضد       |  |  |
| (ت ع م+03:00) |        | [ تقرير] |  |  |

## مسابقات

### ملخص مسابقات الموسم
| المنافسة                       | أول مباراة     | آخر مباراة   | الدور الافتتاحي | المركز النهائي | السجل | السجل | السجل | السجل | السجل | السجل | السجل | السجل   |
| المنافسة                       | أول مباراة     | آخر مباراة   | الدور الافتتاحي | المركز النهائي | لعب   | ف     | ت     | خ     | له    | عليه  | ف.أ.  | الفوز % |
| ------------------------------ | -------------- | ------------ | --------------- | -------------- | ----- | ----- | ----- | ----- | ----- | ----- | ----- | ------- |
| دوري روشن السعودي              | 29 أغسطس 2025  | 21 مايو 2026 | الجولة الأولى   | يحدد لاحقاً     | 0     | 0     | 0     | 0     | 0     | 0     | +0    | —       |
| كأس خادم الحرمين الشريفين 2026 | 22 سبتمبر 2025 | يحدد لاحقاً   | دور 32          | يحدد لاحقاً     | 0     | 0     | 0     | 0     | 0     | 0     | +0    | —       |
| دوري أبطال آسيا للنخبة 2025–26 | 14 سبتمبر 2025 | 02 مايو 2026 | مرحلة الدوري    | يحدد لاحقاً     | 0     | 0     | 0     | 0     | 0     | 0     | +0    | —       |
| المجموع                        | المجموع        | المجموع      | المجموع         | المجموع        | 0     | 0     | 0     | 0     | 0     | 0     | +0    | —       |

المصدر: المنافسات

### دوري المحترفين
| م | الفريق   | لعب | ف | ت | خ | أ.له | أ.ع | أ.ف | نقاط | التأهل أو الهبوط                      |
| - | -------- | --- | - | - | - | ---- | --- | --- | ---- | ------------------------------------- |
| 1 | الاتحاد  | 0   | 0 | 0 | 0 | 0    | 0   | 0   | 0    | التأهل دوري أبطال آسيا للنخبة 2026–27 |
| 2 | الهلال   | 0   | 0 | 0 | 0 | 0    | 0   | 0   | 0    | التأهل دوري أبطال آسيا للنخبة 2026–27 |
| 3 | النصر    | 0   | 0 | 0 | 0 | 0    | 0   | 0   | 0    | التأهل دوري أبطال آسيا للنخبة 2026–27 |
| 4 | القادسية | 0   | 0 | 0 | 0 | 0    | 0   | 0   | 0    |                                       |
| 5 | الأهلي   | 0   | 0 | 0 | 0 | 0    | 0   | 0   | 0    |                                       |

أثناء البطولة وحتى نهاية الجولة قبل الأخيرة

1. مجموع النقاط .

في حال تعادل فريقين أو أكثر بالنقاط يتم تحديد المركز النهائية في نهاية البطولة وفقاً للترتيب التنازلي:

1.أعلى عدد من النقاط في مباراة أو مباريات الفريقين أو الفرق المتعادلة فيما بينها;
 2. أعلى فارق أهداف (ما له من أهداف ناقص ما عليه) في مبارة أو مباريات الفريقين أو الفرق
المتعادلة فيما بينها (دون احتساب أفضلية التسجيل خارج الأرض);

3. الفريق الأكثر تسجيلاً للأهداف في مباراة أو مباريات الفريقين أو الفرق المتعادلة فيما بينها (دون احتساب أفضلية التسجيل خارج الأرض);
 4.في حال استمرار التعادل بين فريقين أو أكثر من الفرق المتعادلة بعد تطبيق الفقرات من 1 إلى 3 يتم إعادة تطبيدق الفقرات من 1 إلى 3 من هذه المادة مرة أخرى فقط على مباريات الفريقين أو الفرق المتساوية.

5.أعلى فارق أهداف في كامل البطولة (ما له من أهداف ناقص ما عليه);
 6.الفريق الأكثر تسجيلاً للأهداف في كامل البطولة;
 7.إذا كانت الفرق المتعادلة فريقان وكانا سوياً على أرض الملعب في المباراة الأخيرة يتم لعب
شوطين إضافيين كمباراة جديدة (دون احتساب أفضلية التسجيل خارج الأرض) وفي حال التعادل

#### ملخص نتائج الموسم
| شامل | شامل | شامل | شامل | شامل | شامل | شامل | شامل | على أرضه | على أرضه | على أرضه | على أرضه | على أرضه | على أرضه | خارج أرضه | خارج أرضه | خارج أرضه | خارج أرضه | خارج أرضه | خارج أرضه |
| لعب  | ف    | ت    | خ    | أ.ل  | أ.ع  | ف.أ  | ن    | ف        | ت        | خ        | أ.ل      | أ.ع      | ف.أ      | ف         | ت         | خ         | أ.ل       | أ.ع       | ف.أ       |
| ---- | ---- | ---- | ---- | ---- | ---- | ---- | ---- | -------- | -------- | -------- | -------- | -------- | -------- | --------- | --------- | --------- | --------- | --------- | --------- |
| 0    | 0    | 0    | 0    | 0    | 0    | 0    | 0    | 0        | 0        | 0        | 0        | 0        | 0        | 0         | 0         | 0         | 0         | 0         | 0         |

آخر تحديث: يحدد لاحقاً.

مصدر: رابطة الدوري السعودي للمحترفين

#### النتائج حسب الجولة
| الجولة  | 1 | 2 | 3 | 4 | 5 | 6 | 7 | 8 | 9 | 10 | 11 | 12 | 13 | 14 | 15 | 16 | 17 | 18 | 19 | 20 | 21 | 22 | 23 | 24 | 25 | 26 | 27 | 28 | 29 | 30 | 31 | 32 | 33 | 34 |
| ------- | - | - | - | - | - | - | - | - | - | -- | -- | -- | -- | -- | -- | -- | -- | -- | -- | -- | -- | -- | -- | -- | -- | -- | -- | -- | -- | -- | -- | -- | -- | -- |
| الملعب  | H | H | A | H | A | A | H | A | H | A  | H  | A  | A  | H  | H  | A  | H  | A  | A  | H  | A  | H  | H  | A  | H  | A  | H  | A  | H  | H  | A  | H  | A  | A  |
| النتيجة |   |   |   |   |   |   |   |   |   |    |    |    |    |    |    |    |    |    |    |    |    |    |    |    |    |    |    |    |    |    |    |    |    |    |
| المركز  |   |   |   |   |   |   |   |   |   |    |    |    |    |    |    |    |    |    |    |    |    |    |    |    |    |    |    |    |    |    |    |    |    |    |

آخر تحديث: يحدد لاحقاً.
المصدر: رابطة الدوري السعودي للمحترفين.
الملعب: A = خارج الأرض ; H = على أرضه. النتيجة: D = تعادل; L = خسر ; W = فوز.

#### نتائج الموسم
| نقاط الجولات |  |  |  |  |  |  |  |  |  |  |  |  |  |  |  |  |  |  |  |  |  |  |  |  |  |  |  |  |  |  |  |  |  |  | 102/ | % |

#### مباريات الدوري
أقر مجلس إدارة رابطة الدوري السعودي للمحترفين موعد انطلاق دوري روشن السعودي للموسم الرياضي 2025–26 حيث تبدأ المنافسات يوم الخميس 28 أغسطس 2025، وتختتم يوم الخميس 21 مايو 2026. بالتنسيق مع الاتحاد السعودي لكرة القدم والجهات المعنية، يشهد إقامة بطولة كأس السوبر السعودي خلال الفترة من 19 إلى 23 أغسطس 2025، على أن تستكمل بقية المنافسات وفق الجدول المعلنة عنها لاحقاً، بعد سلسلة من الاجتماعات وورش العمل التي جمعت الرابطة بممثلي الأندية والاتحاد السعودي، في إطار التحضير لإعداد الروزنامة الشاملة للموسم المقبل مع مراعاة المشاركات المحلية والقارية. كشفت إدارة المسابقات في رابطة الدوري السعودي للمحترفين عن جدول مباريات دوري روشن السعودي للموسم الرياضي 2025-26 الذي سينطلق الخميس الموافق 28  أغسطس 2025، وتم بناء جدول موسم وسط روزنامة سنوية تجمع ما بين المنافسات المحلية والدولية وأيام التوقف، والتي تستهلك 115 يومًا من الموسم الكروي، مقابل 179 يومًا متاحة لإقامة مباريات الدوري، وتم توزيع المواجهات التي يبلغ عددها 306 مباريات ضمن 34 جولة على هذه الأيام المتاحة مع ضمان تطبيق المعايير المختلفة المعتمدة لجدولة الدوري تهدف إلى تعزيز عدالة المنافسة بين الأندية، مع ضمان التوزيع العادل لفترات الراحة بين المباريات. وتشمل هذه المعايير عددًا من الضوابط أبرزها ألا يخوض أي فريق أكثر من مباراتين متتاليتين على أرضه أو خارجها، وتوزيع المباريات بحيث يلعب كل فريق تسع مباريات على أرضه وثماني مباريات خارجه في أحد الدورين أو بالعكس، وراعت الرابطة روزنامة الاتحاد الدولي لكرة القدم (فيفا) والروزنامة القارية والإقليمية والمحلية؛ تفاديًا لأي تعارض في المواعيد، مع الأخذ بعين الاعتبار الراحة التي يجب أن تُمنح للأندية المشاركة بحدها الأدنى وفق لائحة المسابقة. كما راعت مواعيد الزراعة الشتوية والصيانة الدورية والتجديدات للملاعب المعتمدة. في 12 أغسطس 2025 أعلنت رابطة الدوري السعودي للمحترفين عن جدول الجولات الست الأولى لمنافسات دوري روشن السعودي للموسم الرياضي 2025–2026.
  فوز
  تعادل
  خسارة
  مؤجلة
| 29 أغسطس 2025 01    | الهلال | ضد       | الرياض |  |
| 18:50 (ت ع م+03:00) |        | [ تقرير] |        |  |

| 12 سبتمبر 2025 02 | الهلال | ضد       | القادسية |  |
| (ت ع م+03:00)     |        | [ تقرير] |          |  |

| 19 سبتمبر 2025 03 | الأهلي | ضد       | الهلال |  |
| (ت ع م+03:00)     |        | [ تقرير] |        |  |

| 25 سبتمبر 2025 04 | الهلال | ضد       | الأخدود |  |
| (ت ع م+03:00)     |        | [ تقرير] |         |  |

| 17 أكتوبر 2025 05 | الاتفاق | ضد       | الهلال |  |
| (ت ع م+03:00)     |         | [ تقرير] |        |  |

| 24 أكتوبر 2025 06 | الاتحاد | ضد       | الهلال |  |
| (ت ع م+03:00)     |         | [ تقرير] |        |  |

| 07            | الهلال | ضد       | الشباب |  |
| (ت ع م+03:00) |        | [ تقرير] |        |  |

| 08            | النجمة | ضد       | الهلال |  |
| (ت ع م+03:00) |        | [ تقرير] |        |  |

| 09            | الهلال | ضد       | الفتح |  |
| (ت ع م+03:00) |        | [ تقرير] |       |  |

| 10            | التعاون | ضد       | الهلال |  |
| (ت ع م+03:00) |         | [ تقرير] |        |  |

| 11            | الهلال | ضد       | الخليج |  |
| (ت ع م+03:00) |        | [ تقرير] |        |  |

| 12            | الخلود | ضد       | الهلال |  |
| (ت ع م+03:00) |        | [ تقرير] |        |  |

| 13            | ضمك | ضد       | الهلال |  |
| (ت ع م+03:00) |     | [ تقرير] |        |  |

| 14            | الهلال | ضد       | الحزم |  |
| (ت ع م+03:00) |        | [ تقرير] |       |  |

| 15            | الهلال | ضد       | النصر |  |
| (ت ع م+03:00) |        | [ تقرير] |       |  |

| 16            | نيوم | ضد       | الهلال |  |
| (ت ع م+03:00) |      | [ تقرير] |        |  |

| 17            | الهلال | ضد       | الفيحاء |  |
| (ت ع م+03:00) |        | [ تقرير] |         |  |

| 18            | الرياض | ضد       | الهلال |  |
| (ت ع م+03:00) |        | [ تقرير] |        |  |

| 19            | القادسية | ضد       | الهلال |  |
| (ت ع م+03:00) |          | [ تقرير] |        |  |

| 20            | الهلال | ضد       | الأهلي |  |
| (ت ع م+03:00) |        | [ تقرير] |        |  |

| 21            | الأخدود | ضد       | الهلال |  |
| (ت ع م+03:00) |         | [ تقرير] |        |  |

| 22            | الهلال | ضد       | الاتفاق |  |
| (ت ع م+03:00) |        | [ تقرير] |         |  |

| 23            | الهلال | ضد       | الاتحاد |  |
| (ت ع م+03:00) |        | [ تقرير] |         |  |

| 24            | الشباب | ضد       | الهلال |  |
| (ت ع م+03:00) |        | [ تقرير] |        |  |

| 25            | الهلال | ضد       | النجمة |  |
| (ت ع م+03:00) |        | [ تقرير] |        |  |

| 26            | الفتح | ضد       | الهلال |  |
| (ت ع م+03:00) |       | [ تقرير] |        |  |

| 27            | الهلال | ضد       | التعاون |  |
| (ت ع م+03:00) |        | [ تقرير] |         |  |

| 28            | الخليج | ضد       | الهلال |  |
| (ت ع م+03:00) |        | [ تقرير] |        |  |

| 29            | الهلال | ضد       | الخلود |  |
| (ت ع م+03:00) |        | [ تقرير] |        |  |

| 30            | الهلال | ضد       | ضمك |  |
| (ت ع م+03:00) |        | [ تقرير] |     |  |

| 31            | الحزم | ضد       | الهلال |  |
| (ت ع م+03:00) |       | [ تقرير] |        |  |

| 32            | النصر | ضد       | الهلال |  |
| (ت ع م+03:00) |       | [ تقرير] |        |  |

| 33            | الهلال | ضد       | نيوم |  |
| (ت ع م+03:00) |        | [ تقرير] |      |  |

| 34            | الفيحاء | ضد       | الهلال |  |
| (ت ع م+03:00) |         | [ تقرير] |        |  |

### كأس خادم الحرمين الشريفين 2025–26
أعلن الاتحاد السعودي لكرة القدم يوم الأربعاء 28 مايو 2025 عن موعد ومكان إقامة قرعة الدور 32 من بطولة كأس خادم الحرمين الشريفين للموسم الرياضي 2025-26. وحدد اتحاد القدم يوم الاثنين 02 يونيو 2025 موعداً لإقامة القرعة وذلك في مقر استوديوهات قنوات SSC. أُجريت قرعة بعدما قسمت الفرق 32 المشاركة في المسابقة إلى مستويين حيث يضم المستوى الأول في القرعة أعلى 16 ناديًا حسب تصنيف دوري روشن السعودي للمحترفين قبل بدايته ، فيما يضم المستوى الثاني بقية الأندية المشاركة وهي الناديان الأقل تصنيفًا من دوري روشن السعودي للمحترفين بالإضافة إلى 14 ناديًا حسب تصنيف دوري يلو لأندية الدرجة الأولى قبل بدايته في نفس الموسم الذي تقام فيه مسابقة كأس خادم الحرمين الشريفين و أسفرت قرعة دور الثاني والثلاثين عن مواجهة يحل فيها نادي الهلال ضيفاً على نادي العدالة في الأحساء. على أن تقام مباريات دور 32 على أرض الفريق صاحب المستوى الثاني اعتبارًا من الموسم الرياضي 2025-26. وحدد أن تقام مباريات دور 32 من مسابقة بطولة كأس الملك خلال الفترة من 21 سبتمبر وحتى 24 من سبتمبر فيما تقام مباريات دور ثمن النهائي يومي 27-28 أكتوبر في حين تقام منافسات دور ربع النهائي يومي 22-23 من ديسمبر بينما تقام منافسات دور نصف نهائي البطولة يومي 23-24 فبراير 2026.

#### دور الثاني والثلاثين
| 22 سبتمبر 2025 دور 32 | العدالة | ضد       | الهلال | الأحساء                                        |
| 21:30 (ت ع م+03:00)   |         | [ تقرير] |        | الملعب: مدينة الأمير عبد الله بن جلوي الرياضية |

### كأس السوبر السعودي
أعلن نادي الهلال في 21 يوليو 2025 عبر بيان نشره على موقعه الإلكتروني، اتخذت شركة نادي الهلال قرار الاعتذار عن مشاركة الفريق الأول لكرة القدم في بطولة كأس السوبر السعودي للموسم الرياضي 2025-26 عبر خطاب إلى الاتحاد السعودي لكرة القدم، فنّدت خلاله المسببات التي قضت بإتخاذ قرار الاعتذار عن المشاركة وأكدّت الشركة خلال الخطاب أن قرعة بطولة كأس السوبر السعودي التي أجريت بتاريخ 19 يونيو 2025، أقيمت بعد يوم واحد من أول مباراة خاضها الهلال في دور المجموعات ضمن كأس العالم للأندية 2025 في الولايات المتحدة الأمريكية أمام "ريال مدريد الإسباني"؛ والتي واصل بعدها ممثل الوطن مشاركته المشرّفة بالتأهل إلى دور الستة، ثم التأهل إلى دور الثمانية الذي أقيم في تاريخ 04 يوليو 2025، واضطر بعدها الفريق إلى المكوث في مدينة "أورلاندو" ثلاثة أيام لظروف الطيران، مما أدى إلى تقليص فترة إجازة اللاعبين السنوية إلى 24 يومًا في حالة الاعتذار عن المشاركة في كأس السوبر السعودي، و 21 يومًا في حالة المشاركة؛ وذلك يخالف ما نصّت عليه الفقرة (5.6) من العقود الإلزامية الواردة في ملاحق لائحة الاحتراف وأوضاع اللاعبين الصادرة من الاتحاد السعودي لكرة القدم، التي تنص على أن الإجازة السنوية للاعبين هي ثمانية وعشرون (28) يومًا كحد أدنى، وهذه الفقرة هي بالفعل منصوص عليها في كافة عقود اللاعبين المحترفين للفريق الأول.
وأوضح الخطاب أن الظروف الاستثنائية التي مرّ بها "الهلال"، جعلت بداية إجازة اللاعبين السنوية تصادف بداية فترة التحضيرات الصيفية للأندية الأخرى المنافسة، حيث اضطر الفريق إلى تأجيل بداية التحضيرات للموسم الجديد؛ مما يزيد من نسبة عدم تكافؤ الفرص بين الأندية المشاركة في البطولة، كما أن الجدول الزمني لمواعيد انطلاق البطولات المحلية المرسل من قبل الاتحاد السعودي بتاريخ 01 يونيو 2025، لم يكن يتضمن مكان إقامة بطولة كأس السوبر السعودي في مقاطعة "هونغ كونغ"، حيث لم يتم الإعلان عن موقع إقامة البطولة إلاّ في تاريخ 13 يونيو 2025، وحينها كانت بعثة الفريق قد سافرت إلى الولايات المتحدة الأمريكية وجميع المباريات لم تُلعب بعد، وتاريخ انتهاء المشاركة الدولية غير معروف. وشدّدت الشركة على اعتزازها بالمشاركة في بطولة كأس السوبر السعودي كأحد البطولات السعودية التي يفخر النادي بتحقيقها عدة مرات؛ إلاّ أن الاعتذار عن المشاركة في هذه النسخة جاء بعد الاطلاع على المؤشرات البدنية والعضلية لعدد من اللاعبين، حيث أظهرت إنهاكًا وجهدًا بالغًا بعد موسم رياضي منصرم امتد عامًا وأسبوع، بعد أن شاركوا مع المنتخبات الوطنية عقب نهاية الموسم دون توقف، إلى أن شاركوا في كأس العالم للأندية، مما يزيد من خطورة حدوث إصابات متعدّدة؛ ولذا فإن منفعة الاعتذار عن المشاركة لا تقتصر على النادي فحسب، بل وكذلك المنتخب السعودي الذي يتأهب لمعسكر خلال شهر أكتوبر 2025 تحضيرًا لملحق التأهل إلى كأس العالم بمشاركة عدد من لاعبي الهلال.
وعليه طالبت شركة نادي الهلال خلال خطابها بإعادة النظر في إيجاد حلول بديلة تُسهم في إقامة البطولة وتحقيق أهدافها التسويقية والترويجية لرياضة المملكة في "هونغ كونغ" دون مشاركة الهلال تقديرًا للظروف الاستثنائية التي مرّ بها الفريق؛ نظرًا لأن الهدف الأسمى من الاعتذار هو السعي نحو سلامة وجاهزية اللاعبين الدوليين قبل معسكر المنتخب السعودي، وبقية المنافسات المحلية، بعد موسم حافل اختتمه الهلال بمشاركة في كأس العالم للأندية.
| 20 أغسطس 2025 نصف نهائي                             | القادسية | ضد    | الهلال | هونغ كونغ              |
| 15:00 (ت ع م+03:00)                                 |          | تقرير |        | الملعب: ملعب هونغ كونغ |
| ملاحظة: "الهلال" يعتذر عن المشاركة في "كأس السوبر". |          |       |        |                        |

### دوري أبطال آسيا للنخبة 2025–26

#### مرحلة الدوري من دوري أبطال آسيا للنخبة 2025-26

##### مباريات الهلال في مرحلة الدوري
| 01            |  | ضد       | الدحيل |  |
| (ت ع م+03:00) |  | [ تقرير] |        |  |

| 02            |  | ضد       | نسف قرشي |  |
| (ت ع م+03:00) |  | [ تقرير] |          |  |

| 03            |  | ضد       | السد |  |
| (ت ع م+03:00) |  | [ تقرير] |      |  |

| 04            |  | ضد       | الغرافة |  |
| (ت ع م+03:00) |  | [ تقرير] |         |  |

| 05            |  | ضد       | الشرطة |  |
| (ت ع م+03:00) |  | [ تقرير] |        |  |

| 06            |  | ضد       | الشارقة |  |
| (ت ع م+03:00) |  | [ تقرير] |         |  |

| 07            |  | ضد       | شباب الأهلي |  |
| (ت ع م+03:00) |  | [ تقرير] |             |  |

| 08            |  | ضد       | الوحدة |  |
| (ت ع م+03:00) |  | [ تقرير] |        |  |

## إحصاءات

### المدير الفني
تشمل الإحصائية جميع المباريات التي اشرف عليها المدير الفني بلا استثناء، يتم احتساب الفوز أو الخسارة في مسابقات بنظام خروج المغلوب في ركلات جزاء الترجيحية على أنها حالة تعادل في نتيجة المبارة، الاحصائية اعتباراً من 07 أغسطس 2025.
| م | الجنسية | المدير الفني  | مباريات ودية | مباريات ودية | مباريات ودية | مباريات ودية | دوري روشن السعودي | دوري روشن السعودي | دوري روشن السعودي | دوري روشن السعودي | كأس خادم الحرمين الشريفين 26/25 | كأس خادم الحرمين الشريفين 26/25 | كأس خادم الحرمين الشريفين 26/25 | كأس خادم الحرمين الشريفين 26/25 | دوري أبطال آسيا للنخبة 2025–26 | دوري أبطال آسيا للنخبة 2025–26 | دوري أبطال آسيا للنخبة 2025–26 | دوري أبطال آسيا للنخبة 2025–26 | المجموع | المجموع | المجموع | المجموع |
| م | الجنسية | المدير الفني  | مباراة       | فوز          | تعادل        | خسارة        | مباراة            | فوز               | تعادل             | خسارة             | مباراة                          | فوز                             | تعادل                           | خسارة                           | مباراة                         | فوز                            | تعادل                          | خسارة                          | مباراة  | فوز     | تعادل   | خسارة   |
| - | ------- | ------------- | ------------ | ------------ | ------------ | ------------ | ----------------- | ----------------- | ----------------- | ----------------- | ------------------------------- | ------------------------------- | ------------------------------- | ------------------------------- | ------------------------------ | ------------------------------ | ------------------------------ | ------------------------------ | ------- | ------- | ------- | ------- |
| 1 | إيطاليا | سيموني إنزاغي | 3            | 3            |              |              |                   |                   |                   |                   |                                 |                                 |                                 |                                 |                                |                                |                                |                                | 3       | 3       |         |         |

آخر تحديث: 14 أغسطس 2025.

مصدر: الحساب الرسمي لنادي الهلال السعودي

### الظهور والأهداف والانضباط
تدل الأرقام الواردة بين (قوسين) على تواجد اللاعب ضمن مقاعد بدلاء الفريق دون المشاركة في المباراة اعتباراً من 29 أغسطس 2025.

### عدد الدقائق الملعوبة
تدل الأرقام الواردة بين (قوسين) على اختيار اللاعب ضمن التشكيلة الأساسي من قبل المدير الفني في مباريات الفريق اعتباراً من 29 أغسطس 2025.

### ترتيب الهدافين
الإحصائية تشمل هدافين الفريق ضمن المسابقات التنافسية فقط، اعتباراً من 29 أغسطس 2025، لا تشمل الإحصائية الأهداف العكسية التي سجلها لاعب الفريق المنافس خطأً في مرماه.

### ترتيب صناع الأهداف
الإحصائية تشمل صناعة الأهداف ضمن المسابقات التنافسية فقط، اعتباراً من 29 أغسطس 2025.

### نظافة الشباك واستقبال الأهداف
الإحصائية تشمل نظافة شباك حراس المرمى واستقبال الاهداف في المباريات التنافسية فقط، اعتباراً من 29 أغسطس 2025.

### ضربات الجزاء
الإحصائية تشمل ضربات الجزاء في المباريات التنافسية فقط، اعتباراً من 29 أغسطس 2025. 

### سجل الإصابات
| رقم | المركز | الجنسية  | اللاعب.            | نوع                                | الحالة | مصدر    | مباراة                                    | تاريخ الإصابة | تاريخ التعافي |
| 22  | AM     | صربيا    | ألكساندر ميتروفيتش | شعوره بالألم في عضلة الساق الخلفية |        | alhilal | من الموسم السابق.                         | 17 يونيو 2025 |               |
| 29  | LM     | السعودية | سالم الدوسري       | إصابة في العضلة الخلفية            |        | alhilal | خلال مباراة الجولة 3 ضد باتشوكا المكسيكي. | 27 يونيو 2025 | 03 أغسطس 2025 |
| 87  | DF     | السعودية | حسان تمبكتي        | إصابة في الركبة                    |        | alhilal | خلال الفترة الإعداد والتدريب.             | 30 يونيو 2025 | 01 أغسطس 2025 |
| 5   | DF     | السعودية | علي البليهي        | شعوره بآلام في مفصل القدم          |        | alhilal | خلال الفترة الإعداد والتدريب.             | 05 أغسطس 2025 |               |
| 11  | FW     | البرازيل | ماركوس ليوناردو    | شعوره بآلام في العضلة الضامة       |        | alhilal | خلال الفترة الإعداد والتدريب.             | 07 أغسطس 2025 | 11 أغسطس 2025 |

 - إصابة اللاعب

 - تعافى اللاعب من الإصابة

آخر تحديث: 11 أغسطس 2025.
مصدر: الحساب الرسمي لنادي الهلال السعودي

## قرارات اللجان

### قرارات لجنة الانضباط والأخلاق في الاتحاد السعودي لكرة القدم
|   | رقم وتاريخ القرار        | المسابقة           | الصادر ضد   | المخالفة | منطوق القرار |
| - | ------------------------ | ------------------ | ----------- | --- | --- |
| 1 | 3/ ل ض / 2025 2025-08-05 | كأس السوبر السعودي | نادي الهلال | امتناع نادي الهلال عن المشاركة في مسابقة كأس السوبر السعودي للموسم الرياضي 2025-26 بعد صدور الجدول الرسمي للمسابقة، وذلك وفقًا لما ورد من لجنة المسابقات بالاتحاد السعودي لكرة القدم. | - أولاً: ثبوت مخالفة نادي الهلال للمادة (59-3) من لائحة الانضباط والأخلاق. - ثانياً: إلزام نادي الهلال بدفع غرامة مالية قدرها (500,000) خمسمائة ألف ريال لحساب الاتحاد السعودي لكرة القدم. - ثالثاُ: حرمان نادي الهلال من المشاركة في كأس السوبر السعودي للموسم القادم 2026-27. - رابعاً: حرمان نادي الهلال من أي مبالغ مالية مخصصة لمسابقة كأس السوبر السعودي للموسم الرياضي 2025-26. - خامساً: قرار قابل للاستئناف وفقاً للمادة (144) من لائحة الانضباط والأخلاق. |